# Affidamento condiviso (ordinamento italiano)
L'affidamento condiviso, nell'ordinamento italiano, regola l'affidamento dei figli e quindi l'esercizio della responsabilità genitoriale in caso di cessazione di convivenza dei genitori in modo che ciascun genitore sia responsabile in toto quando i figli sono con lui.
Prima della riforma del 2006 l'affidamento congiunto era ammesso espressamente dall’articolo 6 della legge sul divorzio (n. 898/1970). Analogamente l'affidamento condiviso introdotto con la legge n. 54/2006 mira a suddividere in modo equilibrato le responsabilità specifiche e la permanenza presso ciascun genitore, mantenendo inalterata la genitorialità di entrambi e tutelando quindi la relazione genitoriale con i figli.

## La legge n. 54 del 2006

### Finalità della riforma
La riforma del 2006, sulla carta, costituisce un cambiamento molto rilevante in quanto stabilisce il cosiddetto "principio di bigenitorialità": alla separazione personale dei genitori non consegue, quindi, necessariamente – come nella precedente disciplina – l'affidamento esclusivo a uno dei due genitori dei figli.
La legge n. 54/2006, sulla scorta dell'esperienza maturata in molti Paesi europei, prevede, infatti, come regola standard e di partenza per tutte le separazioni l'affidamento dei figli a entrambi i genitori.

### L'applicazione pratica dell'affido condiviso in Italia
Attualmente, tuttavia, la legge non è applicata da tutti i tribunali o è applicata in modo da mantenere molte delle caratteristiche della giurisprudenza precedente.
Esiste quindi un'ampia varietà di interpretazioni sul territorio nazionale. In particolare l'affidamento condiviso era stato disegnato dal legislatore per gestire sia il caso conflittuale sia quello non conflittuale, quest'ultimo trattato dalla giurisprudenza precedente tramite l'affidamento congiunto. Molti tribunali, tuttavia, spesso non applicano tale istituto, privilegiando invece, ancora l'istituto dell'affido esclusivo del minore.

A tal proposito Marino Maglietta, promotore della normativa in oggetto, ha dichiarato:
Così come un altro promotore della bigenitorialità, Claudio Valerio Gaetani dell'associazione Papaseparati dichiara: 
Le statistiche, relative all'agosto 2008, riferiscono in effetti che l'affido condiviso è applicato solo nel 18,9% dei divorzi; nel rimanente 81,1% l'affidamento è invece esclusivo (nel 14% dei casi con affido al padre e nel 67,1% alla madre). A volte viene applicato l'affido esclusivo presso la madre stabilendo però sulla carta che la responsabilità genitoriale debba essere esercitata in maniera congiunta, in pratica garantendo al padre di stare con i propri figli in particolari giorni della settimana a determinate ore, oppure in prestabiliti periodi dell'anno.
L'affidamento congiunto ha, innanzitutto, un significato più propriamente giuridico inteso come esercizio congiunto della responsabilità genitoriale (precedentemente il termine usato era potestà genitoriale e prima ancora il tradizionale patria potestà). Con l'affidamento condiviso, quindi, i genitori conservano entrambi l'esercizio di detta responsabilità genitoriale sul figlio.
Anche se le norme in materia di affidamento condiviso non lo prevedono, molte sentenze hanno introdotto la prassi della collocazione del figlio presso uno dei genitori come dimora prevalente (precedentemente l'espressione usata era casa familiare), che comporta altre disposizioni tipiche dell'affidamento esclusivo (assegnazione della casa familiare al genitore cosiddetto collocatario dei figli, cui spetterebbe la corresponsione dell'assegno di mantenimento dei figli), prassi contestata tra l'altro dalle associazioni di padri, in quanto contraddirebbe il primo comma dell'articolo 155 del Codice civile: "Anche in caso di separazione personale dei genitori il figlio minore ha il diritto di mantenere un rapporto equilibrato e continuativo con ciascuno di essi, di ricevere cura, educazione e istruzione da entrambi e di conservare rapporti significativi con gli ascendenti e con i parenti di ciascun ramo genitoriale".

### I precedenti all'estero: dall'affido condiviso all'affido materialmente condiviso
In realtà, come ricorda l'esperto internazionale Vittorio Vezzetti, in Italia si è verificato lo stesso fenomeno manifestatosi precedentemente in tutti i Paesi in cui si era promulgata la legge sull'affidamento condiviso senza una connotazione materiale e una indicazione dei tempi di coabitazione presso le due figure genitoriali. Basti pensare che già negli anni '80 negli USA si distingueva tra affido legalmente condiviso e affido materialmente condiviso. In Svezia la legge sull'affidamento condiviso esisteva dal 1989 e, avendo avuto scarsi risultati (gli affidi paritetici passarono dall'1 al 4%) gli svedesi dovettero modificarla dopo solo 9 anni (il risultato fu un aumento esponenziale degli affidi alternati cha attualmente assommano al 28-30%). Idem in seguito per Paesi Bassi, Francia e Belgio, sebbene nei due primi Paesi le modifiche sono state abbastanza "leggere". In questo senso una visione globale e approfondita permette di affermare che il legislatore non ha assolutamente tenuto conto delle esperienze maturate all'estero, avviandosi a un fallimento annunciato. Dovrebbe comunque essere sempre stabilito il progetto comune di cura e di educazione in cui i genitori devono suddividersi i compiti di amministrazione ordinaria gestendoli anche in modo disgiunto. Questi progetti sono in uso da molti anni in diversi Paesi (Paesi Bassi, USA, Canada e Belgio) e prendono il nome di parental plans. La riforma legislativa della legge n. 54/2006, però, non si è dimostrata idonea a creare da sola le premesse per il cambiamento radicale che si poneva come obiettivo; e questo malgrado il legislatore avesse pensato di introdurre la figura del mediatore che dovrebbe aiutare i genitori a costruire un canale di comunicazione per realizzare insieme tale progetto, ma in concreto ben poche sono le esperienze positive in tal senso.
Non mancano elementi di criticità specialmente nel caso di genitori di nazionalità diversa, quando non solo l'ordinamento giuridico, ma soprattutto la cultura sociale è profondamente diversa.

## Critiche e proposte di modifica alla legge
La legge sull'affidamento condiviso è stata ed è oggetto di critiche da parte di alcune associazioni e operatori del settore.

### L'affido condiviso potrebbe esasperare la conflittualità
Le critiche hanno riguardato i diversi aspetti e i possibili effetti del provvedimento normativo. Da una parte si è posto in evidenza come un provvedimento legislativo di tale tenore possa virtualmente portare all'esasperazione del conflitto coniugale e al coinvolgimento della prole all'interno del conflitto stesso, nonché la cosiddetta "monetizzazione delle relazioni affettive" in virtù dell'assenza – nel testo normativo – di una previsione riguardante un contributo alimentare fisso a favore dei figli (l'assegno di mantenimento).
Alcune fra dette associazioni (in particolare l'Associazione Donne Giuriste e l'Associazione Volontarie del Telefono Rosa) hanno poi ritenuto che questo genere di affido possa costituire un potenziale strumento in mano a padri violenti finalizzato a "controllare" le ex-mogli e i figli.

#### Le proposte di modifica di Italia dei valori
Per questo motivo nel 2010 l'Italia dei valori – sezione Donne Toscana – ha proposto una riforma di legge che vorrebbe impedire agli uomini denunciati di violenze dalla ex-compagna di poter rivendicare l'affido dei figli, sino a completamento del relativo iter giudiziario. In realtà l'allontanamento è già possibile nel caso in cui un tribunale, verificata l'effettiva gravità degli indizi a corredo della denuncia, ritenga di dover emettere una misura cautelare nei confronti del presunto autore delle violenze.

### Critiche delle associazioni dei padri separati
Le critiche basate sulla tematica della violenza domestica sono ritenute, da alcune associazioni di padri separati, uno strumento di esclusione di un genitore dalla vita dei propri figli, in quanto queste associazioni evidenziano casi di false accuse di violenza avanzate ai danni dell'altro genitore da parte di ex-mogli che mirano a ottenere l'affido esclusivo della prole.

#### La questione delle false accuse
A sostegno di tale tesi si riporta, ad esempio, quanto dichiarato da Carmen Pugliese (PM della Procura della Repubblica presso il Tribunale di Bergamo) che, pur riferendosi solo alle denunce presentate presso il suo ufficio, sostiene che solo il 20% delle stesse sono fondate, aggiungendo la sua impressione che gli strumenti di polizia giudiziaria siano usati dalle donne in fase di separazione come armi di ricatto.
Medesimo parere è stato espresso da altri PM donne. Jacqueline Monica Magi, della Procura di Pistoia, ha sostenuto che "per l'esperienza fatta, le false denunce provengono quasi nella totalità da donne, spesso madri che in tal modo tentano di allontanare gli ex-mariti dai figli o peggio credono di vendicarsi di non si sa quali torti subiti durante il matrimonio, senza – non solo e non tanto – capire che la falsa denuncia è un reato, ma soprattutto che in tal modo rovinano in primo luogo la vita dei propri figli, negandogli il padre e distruggendo la possibilità di fare giustizia per i casi di vere violenze".
Barbara Bresci, che si occupa di stalking presso la Procura di Sanremo, ha dichiarato: "Sempre più spesso si ricorre alla querela del coniuge o del convivente per risolvere a proprio favore i contenziosi civili per l'affidamento dei figli o per l'assegno di mantenimento".
Sempre dalle stesse fonti si segnalano studi internazionali che evidenziano come i fenomeni di violenza all'interno delle mura domestiche sono frequenti anche a ruoli invertiti, rispetto a quello più noto di abusi da parte maschile. Nell'ambito dei progetti di legge n. 2507 (Camera) e n. 1163 (Senato) si ricorda inoltre che nella casistica raccolta da Camerini (l'unica italiana)  il 92% delle accuse di abusi su minori in corso di separazione è risultata infondata, mentre il danno sui minori risulta indistinguibile tra i due gruppi di bambini (quelli abusati e quelli sottoposti per ragioni infondate ai procedimenti d'accertamento della macchina giudiziaria).
Il fenomeno è comune in molti Paesi (in una ricerca istruita da pubblici ministeri nei Paesi Bassi è risultato falso il 95% delle accuse in corso di separazione) e anche nei Paesi stranieri si stanno studiando correttivi.
In Spagna una voce chiara e al di fuori di ogni sospetto è stata quella del giudice della Corte provinciale di Barcellona, Maria Sanahuja, membro dell'associazione Giudici per la democrazia e della piattaforma Altre voci femministe: nel suo articolo su El País, tracciando un bilancio della legge di genere, il magistrato ha onestamente dichiarato senza mezzi termini: «Abbiamo acconsentito alla detenzione di migliaia di uomini che poi, per lo più, sono stati assolti, e probabilmente più di uno di noi ha condannato un innocente, secondo le leggi che, per le norme di procedura penale, hanno attribuito le responsabilità di "aggressore" all'imputato, prima di ogni ricerca finalizzata a determinare la veridicità dei fatti. Nel frattempo, la maggior parte delle donne che subiscono violenza estrema in molti casi la soffrono in modo silenzioso, vedendo che la loro causa ha subito discredito a causa delle azioni di coloro che se ne sono avvalse solo per i propri scopi e le proprie aspirazioni. È tempo di riavviare il dibattito in Parlamento, e di valutare i risultati del percorso intrapreso».
Infatti l'osservatorio governativo spagnolo sulla violenza di genere, ha dichiarato nella sua relazione ufficiale che solo nell'anno 2008 ci sono state 142 125 accuse contro gli uomini ma che solo il 12,7% delle accuse fu poi confermato con una condanna.
Il giudice Francisco Serrano, del Tribunale della famiglia di Siviglia, ha invece ripetutamente dichiarato che secondo la sua esperienza solo il 9,7% dei processi si concluse poi con una condanna e che palesemente la maggior parte delle denunce era stata fatta per trarre vantaggio personale da una legge nuova, promulgata in buona fede.
In Australia, dove l'affido paritetico si può in pratica evitare solo evocando lo spettro di violenze e abusi, il noto giudice David Collier ha dichiarato all'Australian Family Law Express News che la falsa denuncia di abusi è la nuova arma giudiziaria emergente.
Peraltro si rileva che nei Paesi anglosassoni, dove notoriamente una denuncia falsa può avere, a differenza che in Italia e in Spagna, grosse ripercussioni sia in sede di affidamento della prole sia in ambito risarcitorio, la percentuale di false denunce risulta mediamente molto più bassa che da noi (a dimostrazione che leggi e costumi giudiziari possono influenzare notevolmente i comportamenti delle persone). 

### Altre proposte di modifiche alla legge

#### Il DDL Lussana (2009)
Nel 2009, alla camera dei deputati, era stato presentato anche un disegno di legge che ha raccolto l'adesione di parlamentari di un largo schieramento bipartisan, che spazia dall'on. Lussana all'on. Leoluca Orlando. Un testo pressoché identico è presentato al Senato dove il disegno di legge ha avuto un iter più celere. La proposta è frutto del lavoro di ricerca effettuato dalle associazioni aderenti all'Associazione di associazioni nazionali per la tutela dei minori (ADIANTUM) e si avvale anche delle rilevazioni dell'Osservatorio nazionale permanente sui provvedimenti in materia di affidamento condiviso (ONPA).
La relazione fa anche una disamina dei primi anni di applicazione giurisprudenziale di tale provvedimento normativo, non nascondendo critiche alle decisioni prese dai giudici.

Per contro, nel senso proposto dal disegno di legge, c'è la Suprema Corte di cassazione (sezione prima civile), che ha stabilito: 

Nella stessa relazione si menziona l'opinione di Rosy Genduso, responsabile dell'associazione Mamme separate (Como - all'epoca aderente al Protocollo nazionale dell'ADIANTUM) che ha dichiarato 
Questo ddl è stato oggetto di critiche da parte dell'Italia dei valori – sezione Donne Toscana – nella proposta di riforma di legge sopramenzionata. In particolare il passo più contestato è il seguente, presente nel testo presentato al senato:
La polemica si è così focalizzata sul tema della violenza, con contrapposta citazione da parte dell'opposto schieramento, di dati desunti da pubblicazioni di fonti accademiche statunitensi.
Un altro profilo di critica deriva dal fatto che la legge non permette la scelta diretta davanti al giudice ai figli minori di età pari a 14 o 16 anni, ovvero l'obbligo di consultazione in sede di giudizio, utile in particolare per ottenere l'affido esclusivo nei casi di violenza famigliare. Il diritto di famiglia consente a un minore di tale età di lasciare la famiglia di origine, ma non di poter scegliere con quali genitori vivere: la legge consente a 14 anni la convivenza e l'unione in matrimonio, a 16 senza il necessario consenso dei genitori.

#### Il DDL Poretti e Perduca (2010)
I senatori Poretti e Perduca hanno presentato un disegno di legge fortemente orientato a una maggiore diffusione dell'affidamento condiviso, con una posizione particolarmente chiara nella relazione.

#### Il DDL Serra, D'Alia e altri (2012)
Il senatore Achille Serra è il primo firmatario del Disegno di Legge n. 3289 presentato al Senato l'8 maggio 2012. La relazione allegata precisa che "il disegno di legge nasce dietro sollecitazione della società civile, spinta dal permanere dello stato di malessere della famiglia separata da collegarsi alle modalita`di applicazione della legge 8 febbraio 2006, n. 54, e si fonda sull’osservazione della relativa giurisprudenza nell’arco di oltre sei anni dalla sua introduzione".

#### Il DDL Divina e Floris (2013)
I senatori Divina e Floris tramite DDL 1163, comunicato alla presidenza il 4 dicembre 2013 hanno inteso adeguarsi all'approccio dei Paesi più evoluti distinguendo tra affido legalmente o formalmente condiviso (quello oggi prevalente in Italia) e affido materialmente condiviso (o shared custody), definito internazionalmente come quella forma di affido in cui il range di frequentazione dei due genitori è incluso tra il 33% e il 66% (in pratica il figlio pernotta tra 10 e 20 notti al mese con ciascuno dei genitori) e introdotto in Italia dallo studioso Vittorio Vezzetti a partire dal 2011. Un'analisi comparativa retrospettiva ha infatti permesso di osservare che in nessun Paese del mondo l'applicazione dell'affido legalmente condiviso ha comportato automaticamente un maggior coinvolgimento del genitore "less involved" e sono sempre state necessarie ulteriori modifiche per incrementare i tempi di coabitazione e cura presso il genitore "less involved". In pratica, come chiaramente illustrato presso il Parlamento Europeo prima e presso l'ONU (OHCHR) poi dal pediatra Vittorio Vezzetti nella prima analisi comparativa dell'affido condiviso in 15 nazioni europee, l'Italia sta ripercorrendo la stessa strada e con gli stessi errori di Svezia (affido legalmente condiviso nel 1989, poi rivisto nel 1998 per i motivi di cui sopra), Francia (affido legalmente condiviso nel 1995, rivisto poi più volte), Paesi Bassi (affido legalmente condiviso nel 1997, poi rivisto due volte in seguito) e Belgio (autorità parentale congiunta nel 1995, poi rivista in un senso più sostanziale nel 2006). Il disegno di legge prevede, come in Belgio, la prima opzione dell'affido paritetico e, in seconda battuta, per evitare le criticità mostrate sul campo dal modello belga, una sorta di "paracadute" al 33% del tempo per il genitore "less involved". In Australia la semplice introduzione del limite minimo di 10 notti al mese presso il genitore "less involved" (presumption of shared custody) senza opzioni per l'affido paritetico ha comunque avuto l'effetto collaterale di portare in pochi anni quest'ultimo al 17%. Tale approccio ha ricevuto l'endorsement dell'International Council on Shared Parenting, che nel luglio 2014 a Bonn ha concluso che l'interesse del minore standard è ben rappresentato da provvedimenti che consentano al minore di frequentare per almeno un terzo (e fino a metà, laddove le circostanze lo consentano) del tempo il genitore meno coinvolto. Introduce inoltre i parental plans da redigere a cura dei genitori (al fine di evitare il fenomeno dei provvedimenti fotocopia) e cerca di incentivare la conciliazione e la mediazione attraverso percorsi privilegiati per chi vi si affida.

#### Il DDL Sberna e Binetti (2014)
Strada analoga ─ e cioè l'adeguamento dell'ordinamento italiano alle migliori esperienze estere col preciso intento di rompere un isolazionismo culturale ultradecennale perpetuato dalla legge n. 54/2006 ─ percorre il pdl n. 2507 (primo firmatario l'on. Mario Sberna). Esso contempla, inoltre, la definizione dei criteri per l'accesso al ruolo di mediatore familiare (altro problema italiano) e cerca di introdurre il concetto di miglior interesse standard del minore con una definizione sulla base della miglior letteratura scientifica. Alcuni punti del progetto sono stati presentati con successo al convegno internazionale di Bonn organizzato nel luglio 2014 dall'International Council on Shared Parenting. Il fine ultimo è quello di colmare una storica frattura di origine cartesiana tra Saperi dell'Uomo (tra cui anche il Diritto) e Saperi della Natura (tra cui molte scienze), che impedisce l'ingresso di studi e ricerche all'interno delle aule dei tribunali.
Nella stessa direzione andava anche l'interrogazione a risposta orale 3/01144 del 6 novembre 2014 (on. Binetti) che chiede ai Ministri competenti ragione della discrepanza tra risultanze degli studi scientifici e prassi giudiziarie. 
La relazione al disegno di legge ricorda poi che già dal dicembre 2014, seguendo la traccia indicata da Vittorio Vezzetti e Simone Pillon, il Tribunale di Perugia ha, primo in Italia, approvato un protocollo che prevede come prima e desiderabile opzione, la proposizione di un parental plan con tempi di frequentazione e cura del minore equipollenti tra padre e madre. Il protocollo di Perugia ha preceduto di quasi un anno la risoluzione del Consiglio d'Europa del 2 ottobre 2015 che, con 46 voti a favore (Italia inclusa) e due sole astensioni (dei rappresentanti della Repubblica Ceca) ha approvato una mozione che invita tutti gli Stati membri (48) a promuovere un affido materialmente condiviso a tempi equipollenti tra padre e madre, anche in caso di prole con bambini molto piccoli e ad adottare l'impiego sistematico di piani genitoriali molto dettagliati. La risoluzione 2079, fondata sul documento 13870 sulle risultanze della letteratura scientifica accreditata (i 75 studi pubblicati su riviste internazionali "peer in review" tra il 1977 e il 2014), è stata oggetto di svariate interrogazioni parlamentari al Ministro della salute e al Ministro della giustizia .

#### Il DDL Blundo (2015)
La senatrice Blundo (M5S) ha presentato in data 2 febbraio 2015 un disegno di legge in cui è prevista un'applicazione rigorosa del principio di "bigenitorialità".

#### Il DDL Lumia/Cirinnà (2015)
Il senatore del PD Giuseppe Lumia ha presentato il 3 settembre 2015 un disegno di legge intitolato "Nuove norme in materia di affidamento condiviso dei figli e di mediazione familiare". Secondo quanto riportato nella relazione introduttiva "resta fermo lo scopo di  assicurare ai  minori una piena e certa tutela del  loro diritto alla bigenitorialità ma  si  è  anche colta l’occasione per aggiornare ulteriormente la  normativa, alla luce delle più recenti segnalazioni e  tendenze, in  ambito sia  nazionale che estero, sulla base degli studi condotti dall’associazione nazionale Crescere Insieme".

#### Il DDL Pillon (2018)
Il 1º agosto 2018 il senatore Simone Pillon, con tre senatori della Lega e quattro del Movimento 5 Stelle, ha presentato il DDL n. 735 che si rifà alla risoluzione 2079/2015 del Consiglio d'Europa.
Il disegno di legge n. 735 intende tenere conto dei fallimenti in altri Paesi di normative analoghe all'affido condiviso italiano. Si fonda sugli studi comparativi delle realtà estere e sui concetti di affido materialmente condiviso e parental plan (o piano genitoriale) nonché sulla promozione della mediazione familiare e del mantenimento diretto della prole e sulla repressione delle manipolazioni psichiche dei figli di coppie separate. Dopo la presentazione del disegno di legge si sono susseguite una serie di prese di posizione fortemente critiche da parte di ambienti vicini al mondo femminista. Il segretario del PD Maurizio Martina ha dichiarato  "La proposta Pillon non va discussa, va ritirata. Perché è punitiva e retrograda nei confronti delle donne e tratta i minori come pacchi postali."

## La normativa in caso di figli nati fuori dal matrimonio
La normativa dell'affidamento condiviso, nel caso di figli nati fuori dal matrimonio riconosciuti da entrambi i genitori, sembra applicabile solo a seguito di esplicita domanda da parte dei genitori all'attenzione del giudice (competente in Italia sino alla fine del 2012 era il Tribunale per i minorenni anziché il Tribunale ordinario) riguardo l'affidamento stesso e l'esercizio della potestà, altrimenti quest'ultima rimane al genitore convivente.